# 아이카제 유메
아이카제 유메(일본어: 愛風 ゆめ あいかぜ ゆめ[*], 6월 16일 - )는 전 다카라즈카 가극단 츠키구미 여역이다.
이바라키현 히타치나카시, 이바라키 중학교 출신이다. 키 162cm, 애칭은 "유메"이다.

## 약력
2006년, 다카라즈카 음악학교에 입학하였다.
2008년, 다카라즈카 가극단 94기생으로 입단. 츠키구미 공연 「ME AND MY GIRL」로 초무대. 그 후, 츠키구미에 배속되었다.
2011년, 「장미나라의 왕자」로 신인공연 첫 히로인을 맡았다.
2013년 3월 24일, 「베르사이유의 장미」 도쿄 공연 천추락을 기해, 다카라즈카 가극단을 퇴단하였다.

## TV출연
- 2012년 9월, TBS『올스타 감사제 가을』